# 아우라지역
아우라지역(Auraji station, 아우라지驛)은 강원특별자치도 정선군 여량면 여량리에 위치한 정선선의 철도역이다.
개업 당시 역명은 소재지 지명인 북면 여랑리의 이름을 딴 여량역(餘糧驛)이었으나, 두 개의 물줄기가 이 곳에서 서로 어우러지며 합류한다는 의미로 아우라지역으로 개명하였다. 역 인근 지역은 정선 아리랑 본 고장으로 알려져 있다. 청량리역, 민둥산역에서 출발하는 정선아리랑열차가 2016년 6월 30일까지는 이 역에서 시·종착 했다가 운행을 멈췄다. 그러다 2017년 3월부터 운행이 재개 되었다.구절리역과 이 역 간의 7.2 km 구간에는 레일바이크가 운행된다.

## 역사
- 1970년 12월 30일 : 역사 신축 착공
- 1971년 5월 21일 : 여량역으로 영업 개시[2]
- 1971년 6월 30일 : 역사 신축 준공
- 1989년 7월 1일 : 배치간이역으로 격하[3]
- 1992년 6월 10일 : 소화물 취급 중단[4]
- 1993년 7월 1일 : 무배치간이역으로 격하 및 화물 취급 중지[5]
- 2000년 1월 1일 : 아우라지역으로 역명 변경[6]
- 2002년 8월 31일 : 정선선 선로 유실로 영업 중단
- 2004년 2월 10일 : 영업 재개
- 2004년 9월 23일 : 구절리역 영업 중지로 정선선 여객열차가 본 역까지만 운행
- 2005년 7월 1일 : 레일바이크 운행 개시
- 2015년 1월 15일 : 무궁화호 정기열차 운행 중단
- 2015년 1월 22일 : 정선아리랑열차(A-Train) 운행 개시
- 2016년 7월 1일 : 정선아리랑열차(A-Train) 운행 중단
- 2017년 3월 8일 : 정선아리랑열차(A-Train) 운행 재개

## 승강장
| ↑나전        |
| \| 승강장 \| |
| 시·종착역    |

다른 회차 시설이 없어 승강장을 돌아가는 기관차의 모습을 볼 수 있다. 맨 왼쪽 선로는 레일바이크용 선로이다.
| 승강장 | 정선선 | A-train | 청량리 방면 |

## 시설
- 어름치카페 : 어름치를 닮은 열차 카페로, 레일바이크 이용객이 많이 이용한다.
- 캡슐하우스 : 캡슐처럼 생긴 숙소로, 구절리역에도 있다. 단, 1곳에 1개의 방만 있어 미리 예약을 해야 한다.

## 사진

역사
승강장
어름치카페

## 인접한 역
| 정선선           | 정선선         | 정선선    |
| ---------------- | -------------- | --------- |
| 나전 청량리 방면 | 정선아리랑열차 | 시·종착역 |